# 幸斉たけし
幸斉 たけし（こうさい たけし、1947年8月8日 公称 - ）は、日本の歌手、ソングライターである。本名は平田 満（ひらた みつる）、歌手としての芸名は平田 満（ひらた みつる）(「エリートメン」「シャネル・ファイブ」時代の旧芸名は原 みつる（はら みつる）)である。1976年（昭和51年）、東北弁ラップの先駆『愛の狩人』のみのヒットを持つ、いわゆる「一発屋」として知られているが、のちに平田がセルフカヴァーした木立じゅんの1968年（昭和43年）のヒット曲『484のブルース』の作詞・作曲者である。

## 略歴・人物
1947年（昭和22年）8月8日（公称）、北海道札幌市に生まれる。
1968年（昭和43年）、テイチクレコード（現テイチクエンタテインメント）から木立じゅんがリリースしたシングル『484のブルース』に作詞・作曲した表題曲を提供したことが、現在、歌謡史に現れる平田の最初の記録である。同曲は、当時の所在地「苗穂町484番地（現札幌市東区東苗穂2-1-5）」にあった札幌刑務所を歌った歌詞が問題視されて「放送禁止歌」とみなされた。のちのソロデビュー後に平田は同楽曲をセルフカヴァーしている。木立のシングルのB面はテイチクの巨匠・上原げんとの実弟上原賢六の楽曲『無情の薔薇』で、AB面ともに、札幌の伝説の無頼・「雁来のバラ」こと荏原哲夫（1924年 - 1956年）を歌ったものであった。
1971年（昭和46年）7月、キングレコードに移籍し、「原みつるとシャネル・ファイブ」として、藤本卓也作詞・作曲の表題曲をもつシングル『稚内ブルース』でデビュー、同年、同名の2枚組のカヴァー中心のアルバムをリリースした。翌1972年（昭和47年）にはおなじく藤本の作詞・作曲による『信ずる他にない』、のちに五木ひろしがカヴァーする『港の五番町』をリリースする。1973年（昭和48年）には、平田が作詞・作曲したシングル『ハッキリ小唄』をリリース、これが平田の作家デビューとなる。同年、平田作曲によるシングル『くやし泣き』をリリースする。1975年（昭和50年）、ライヴ・アルバム『シャネル・ファイブ・イン・サッポロ』をリリースし、「原みつるとシャネル・ファイブ」のレコードリリースは終了する。
1976年（昭和61年）2月5日、作詞・作曲時に用いた筆名平田満に芸名を変え、シングル『愛の狩人』でソロデビューする。同作は、オリコンチャート最高順位21位のヒットとなった。同年10月に発売されたソロ・サードシングル『もしもお許し願えれば女について話しましょう』はヒットせず、ジャケット写真の衣裳もバックのホリゾントも、『愛の狩人』とまったく同一のものが使用されている。バックバンドは「シャネル・ファイブ」である。同年、アルバム『愛の狩人』を「平田満＋シャネル・ファイブ」名義でリリースした。
『愛の狩人』等の作曲の金野孝は作曲家浜圭介の本名であり、編曲の土持城夫は『男どアホウ甲子園』（作詞佐々木守、1970年）の作曲者であり、平田隆夫とセルスターズ『ハチのムサシは死んだのさ』（作詞内田良平、作曲平田隆夫、1972年）の編曲者として知られる。作詞の本野丈弾は、JASRACにも信託しておらず、平田の4曲しか作詞をした形跡がない。正体不明である。本野が作詞した『愛の狩人』も、『もしもお許し願えれば女について話しましょう』も、かつてヒットした洋画のタイトルを借用している。前者はマイク・ニコルズ監督の1972年の作品『愛の狩人』、後者はエットーレ・スコラ監督の1964年のデビュー作、1字違いの『もしお許し願えれば女について話しましょう』である。
『東村山音頭』を志村けんに先駆けて正調でリリースしたとの説が流布しているが、これは誤り。平田ヴァージョンの発売は1976年6月21日、志村ヴァージョンの発売は9月1日と確かにリリースは平田が先だが、バラエティ番組「8時だョ!全員集合」における同曲の登場は1976年3月6日であり、志村のほうが早い。いずれにしても、近田春夫のハルヲフォンのデビュー盤が『FUNKYダッコNo.1』（1975年）であったことにも象徴される、当時のキングレコードの得意とする企画盤である。なお、平田ヴァージョンはオリコンチャート最高順位65位を記録している。
翌1977年（昭和52年）に「シャネル・ファイブ」がシングル『ヘイ! マダム』をリリースしたが、これに平田が参加したかどうかは不明である。楽曲は提供していない。1979年（昭和54年）には、平田が作詞作曲した前述の楽曲のセルフカヴァー『484のブルース』をシングルリリースしている。
平田はJASRAC会員であり、全信託作家である。現在、平田の歌唱音源でCD化されているものは、『ビューティフルサンデー』と、シャネル・ファイブ時代の『稚内ブルース』、『信ずる他にない』、『白い慕情』、『港の五番町』、『くやし泣き』、カヴァー楽曲の 『長崎は今日も雨だった』のみである。また作家としての音源は、木立じゅんおよび松方弘樹の歌う『484のブルース』が音源がCD化されている。
2001年（平成13年）5月16日に発売された山川豊のシングル『泣かないで』に収録された、『放浪路』（作詞菅麻貴子）の作曲を「幸斉たけし」名義で行ったのが、同名義での最初の仕事である。2005年（平成17年）11月23日には、同名義で作曲した大石まどかの『冬のれん』（作詞仁井谷俊也、編曲石倉重信）がシングル発売され、2010年（平成22年）3月17日には、同名義で作曲した新沼謙治『銀河の町から』（作詞幸田りえ、編曲石倉重信）がシングル発売されている。現在札幌市中央区に「幸斉音楽事務所」を構えており、2012年（平成24年）2月18日には、札幌のライヴハウスで、同事務所主催によりシャネル・ファイブの再結成ライヴを行った。
近年は新沼謙治、走祐介、西尾夕紀に詞・曲を提供している。

## ディスコグラフィー

### シングル

#### 初期提供楽曲
- 木立じゅん『484のブルース』 （1968年発売、テイチクレコード SN-677、出版権全音楽譜出版社）
  1. 484のブルース （作詞平田満、作曲平田満、編曲山倉たかし）
  2. 無情の薔薇　（作詞猪又良、作曲上原賢六）

平田による表題曲はのちにセルフカヴァー、また松方弘樹 （日本コロムビア）がカヴァー
- 大友和也『すすきの夜のブルース 』（作詞平田満、作曲平田満、編曲池田孝）
大友和也『ふるさとは宗谷の果てに』 （作詞・作曲・編曲北原じゅん、編曲池田孝、1971年6月発売、ユニオンレコード US-708、出版権 クラウンミュージック）のB面への楽曲提供

#### 「原みつるとシャネル・ファイブ」時代
- 稚内ブルース （1971年7月発売、キングレコード BS-1390、エー・ビー・シーメディアコム）
  1. 稚内ブルース （作詞・作曲藤本卓也、編曲船木謙一）
  2. 昭和女の子守唄 （作詞山口洋子、作曲藤本卓也、編曲船木謙一） - 五木ひろし『待っている女』コンビ
- 信ずる他にない （1972年発売、キングレコード BS-1510、出版権 エッチ・ビー・シー・メディアクリエート）
  1. 信ずる他にない　（作詞・作曲・編曲藤本卓也）
  2. 白い慕情　（作詞しょうめぐみ、作曲・編曲藤本卓也）
- 港の五番町 （1972年6月録音、同年9月発売　キングレコード、出版権 ミュージックキャップトーキョー）
  1. 港の五番町 （作詞阿久悠、作曲彩木雅夫、編曲高田弘） - 1988年（昭和63年）9月、五木ひろしがカヴァー
  2. 泣かない女 （作詞阿久悠、作曲彩木雅夫、編曲高田弘）
- ハッキリ小唄 （1973年発売、キングレコード）
  1. ハッキリ小唄 （作詞平田満・補詞森山としはる、作曲平田満、編曲竜崎孝路)  - 出版権日音
  2. すすきの情話　(作詞森山としはる、作曲平田満、編曲竜崎孝路)  - 出版権 ミュージックキャップトーキョー
- くやし泣き （1974年8月発売、キングレコード BS-1848）
  1. くやし泣き (作詞森山としはる、作曲平田満)
  2. 夜のおとずれ （作詞・作曲平田満）

#### ソロ時代
- 愛の狩人 （1976年2月5日発売、キングレコード BS-1987、出版権 日音）
  1. 愛の狩人（作詞本野丈弾、作曲金野孝、編曲土持城夫）
  2. 札幌 - 長崎おんな達 （作詞本野丈弾、作曲金野孝、編曲土持城夫）
- 東村山音頭 （1976年6月21日発売、キングレコード GK-20、出版権セブンシーズミュージック）
  1. 東村山音頭 （作詞土屋忠司、作曲細川潤一、編曲土持城夫）
  2. ビューティフルサンデー　（作詞・作曲ダニエル・ブーン、ロッド・マックイーン、編曲土持城夫）
- もしもお許し願えれば女について話しましょう （1976年10月発売、キングレコード GK-42、出版権 日音）
  1. もしもお許し願えれば女について話しましょう （作詞本野丈弾、作曲金野孝、編曲土持城夫）
  2. 運命が二人を分かつまで （作詞本野丈弾、作曲金野孝、編曲土持城夫）
- 484のブルース （1979年5月5日発売、キングレコード GK-288、出版権 全音楽譜出版社）
  1. 484のブルース （作詞平田満・補詞高月ことば、作曲平田満・補曲野崎眞一、編曲八木正生）
  2. 番外地の春 （作詞柴幸夫、作曲黒木靖男、編曲高田弘）

A面曲は木立じゅんへの提供楽曲（1968年）のセルフカヴァー。

### アルバム
- 稚内ブルース （原みつるとシャネル・ファイブ、1971年発売、編曲船木謙一、キングレコード SKD-90）
  1. 『稚内ブルース』、『うしろ姿』、『あなたのブルース』、『港町ブルース』、『ネオン川』、『女の意地』、『長崎は今日も雨だった』
  2. 『昭和女の子守唄』、『東京流れもの』、『網走番外地』、『女心の唄』、『かりそめの恋』、『無情の夢』、『夢は夜ひらく』
- 夜と女とブルースと （オムニバス・アルバム、1972年発売、2枚組、キングレコード SKM-1194 / 1195）
  - 篠ヒロコ『ベットで煙草を吸わないで』『夢は夜ひらく』、高田恭子『噂の女』『波止場女のブルース』、いとのりかずこ『女の意地』『星の流れに』、原みつるとシャネル・ファイブ『港町ブルース』『長崎は今日も雨だった』『あなたのブルース』、鳳けい子『花と蝶』『裏町人生』、三浦みちゆきとザ・プラネッツ『女の未練』『新宿ブルース』、大月みやこ『東京ブルース』『熱海ブルース』『かりそめの恋』、バーブ佐竹『女心の唄』『ネオン川』、竹越ひろ子『東京流れもの』『カスバの女』、ザ・キャラクターズ『港町シャンソン』（1970年の楽曲の新録音）、沢ひろしとTokyo99『愛のふれあい』、梓みちよ『麗人の歌』 - 順不同
- シャネル・ファイブ・イン・サッポロ （原みつるとシャネル・ファイブ、1975年発売、キングレコード SKD-229）
  1. 『骨まで愛して』、『あなたの女』、『愛のふれあい』、『あほかい節』、『北の恋歌』、『くやし泣き』、『妻あるあなたに』
  2. 『夢物語』、『ネオン川』、『せめてお名前を』、『シンシア』、『ハッキリ小唄』、『すすきの情話』、『さよなら/SAYONARA』
- 愛の狩人 （平田満＋シャネル・ファイブ、1976年発売、キングレコード SKD-383）
  1. 『愛の狩人』、『札幌 - 長崎おんな達』、『たった二年と二ヶ月で』、『ビューティフル・サンデー』、『おまえさん』、『東村山音頭』
  2. 『達者でナ』、『山の吊橋』、『ハッキリ小唄』、『裏切り者の旅』、『あほかい節』、『すすきの情話』

### 楽曲収録CD
- 昭和のうた5 -昭和41年 - 61年- （1989年1月21日発売、キングレコード K30X-355）
  - 収録楽曲 『長崎は今日も雨だった』
- ムードコーラス・スペシャル 秘密のカクテル （2001年発売、東芝EMI GSD-7501 - GSD-7506）
  - 収録楽曲 『港の五番町』『くやし泣き』 - VOL.4 （GSD-7504）
- ディスコ歌謡コレクション キング編 （2001年11月25日発売、Pヴァインレコード）
  - 収録楽曲『ビューティフルサンデー』
- 幻の名盤解放箱 （2005年2月18日発売、Pヴァインレコード）
  - 収録楽曲『稚内ブルース』『信ずる他にない』『白い慕情』 - VOL.7 （PCD-1581）

## 作曲家としての提供作品
すべて「幸斉たけし」名義での楽曲提供（作曲）である。発売日の早い楽曲のある提供先順。
- 美山ひかる
  - 『笑わせるよね』 : シングル表題曲、1993年10月10日発売
  - 『冬過ぎて』 : シングル『笑わせるよね』所収、1993年10月10日発売
- 若山かずさ
  - 『水暦』 : シングル表題曲、1998年7月22日発売
  - 『みれん恋唄』 : シングル『女の岬』所収、2015年2月18日発売
  - 『私きれいでしょ』（作詞 片桐ひと葉、補作詞 幸斉たけし、編曲石倉重信） : シングル表題曲、2024年10月22日発売
- 山川豊
  - 『放浪路』（作詞菅麻貴子） : シングル『泣かないで』所収、2001年5月16日発売
  - 『運河の街よ』: アルバム『アメリカ橋～男のららばい～』所収、1998年8月7日発売
  - 『こぼれ灯の詩』: アルバム『アメリカ橋～男のららばい～』所収、1998年8月7日発売
- 水田竜子
  - 『もしも男に生まれたら』（作詞鈴木宗敏） : シングル『酔っぱらっちゃった 』所収、2001年7月25日発売
  - 『くちべに恋歌』（作詞鈴木宗敏） : シングル『ご機嫌ななめ』所収、1996年6月5日発売
  - 『玄海恋しぶき』（作詞鈴木宗敏） : アルバム『全曲集2010』所収、2009年10月7日発売(初回リリース不明)
- 香西かおり
  - 『流るるままに』（作詞下地亜記子） : アルバム『夢二慕情』所収、2001年12月19日発売
  - 『夢人形』（作詞下地亜記子） : アルバム『夢二慕情』所収、2001年12月19日発売
- 北見恭子
  - 『おんなの春』（作詞麻こよみ、） : シングル表題曲、2005年11月23日発売
  - 『浪花の月』（作詞菅麻貴子、編曲石倉重信） : シングル表題曲、2008年9月24日発売
- 大石まどか
  - 『冬のれん』（作詞仁井谷俊也、編曲石倉重信） : シングル表題曲、2005年11月23日発売
  - 『恋待ち港』（作詞掛橋わこう） : シングル『冬のれん』所収
  - 『女のとまり木』（作詞仁井谷俊也） : シングル『熱き血汐 与謝野晶子「みだれ髪」他詩集より』、2006年6月21日発売
  - 『なさけ舟』（作詞仁井谷俊也、編曲石倉重信） : シングル『春待ち花』所収、2007年1月24日発売
  - 『函館空港』（作詞仁井谷俊也） : シングル『春待ち花 デュエットバージョン』（弦哲也）所収、2007年8月22日発売
  - 『思慕川』（作詞仁井谷俊也、編曲石倉重信） : シングル『雨あがり』所収、2008年3月19日発売
  - 『淡雪』（作詞仁井谷俊也、編曲石倉重信） : シングル『もどり橋』所収、2010年11月17日発売
- 金田たつえ
  - 『四季の酒』（作詞仁井谷俊也） : 2010年11月17日発売
- 新沼謙治
  - 『銀河の町から』（作詞幸田りえ、編曲石倉重信） : シングル表題曲、2010年3月17日発売
  - 『雪の川』（作詞幸田りえ） : シングル表題曲、2011年4月27日発売
  - 『君のそばにいる』（作詞幸田りえ） : シングル『雪の川』所収
  - 『雪の宿』（作詞幸田りえ） : シングル表題曲、2011年11月21日発売
  - 『今きたよ』（作詞掛橋わこう、編曲石倉重信、コーラスアレンジ尼崎裕子、コーラス杉並児童合唱団） : シングル表題曲。NHK『ラジオ深夜便』・2013年7～9月度「深夜便のうた」、2013年7月3日発売
  - 『俺の昭和が遠くなる』（作詞掛橋わこう、編曲石倉重信） : アルバム『ふるさとの風景』所収、2013年7月3日発売
  - 『俺の昭和が遠くなる(シングルバージョン)』（作詞掛橋わこう、編曲石倉重信） : シングル表題曲、2016年2月17日発売
  - 『たろうの初恋』（作詞前田たかひろ、編曲石倉重信） : シングル表題曲、2017年4月19日発売
  - 『地図のない旅』（作詞冬弓ちひろ、編曲石倉重信） : シングル表題曲、2020年4月29日発売
  - 『思い出したよ故郷を』（作詞新沼謙治、編曲石倉重信） : デビュー50周年記念曲、2025年4月9日発売
- 扇ひろ子
  - 『深川美人』（作詞掛橋わこう、編曲石倉重信） : シングル表題曲、2015年10月21日発売
- 結城さおり
  - 『三十路四十路は生意気盛り』（作詞掛橋わこう、編曲石倉重信） : シングル表題曲、2016年9月21日発売
- 西尾夕紀
  - 『里の恋唄』デビュー25周年記念曲（作詞幸田りえ、編曲石倉重信） : シングル表題曲、2017年5月10日発売
  - 『歌姫』（作詞片桐ひと葉、編曲石倉重信） : シングル表題曲、2018年5月30日発売
  - 『春立ちぬ』（作詞、作曲幸斉たけし、編曲石倉重信） : シングル表題曲、2019年6月19日発売
- 走裕介
  - 『恋懺悔』（作詞冬弓ちひろ、編曲石倉重信） : シングル表題曲、2022年1月26日発売
  - 『釧網本線』（作詞東海林良、編曲石倉重信） : シングル表題曲、2023年9月27日発売
  - 『あの空を仰ぎ見て』（作詞・松井五郎、編曲蔦将苞 : シングル表題曲、2024年4月17日発売

## 作詞家としての提供作品
- 新沼謙治
  - 『まぼろしのキラク』（作曲新沼謙治、編曲 石倉重信） : シングル表題曲、2015年1月28日発売
- 西尾夕紀
  - 『春立ちぬ』（作詞、作曲 幸斉たけし、編曲 石倉重信） : シングル表題曲、2019年6月19日発売

## テレビ出演
- 『第48回　日本作詩大賞』2015年12月3日(木)夜7時58分～9時48分生放送　テレビ東京
  - ノミネート作品『まぼろしのキラク/新沼謙治』

## 関連事項
- 藤本卓也
- 彩木雅夫
- 原みつるとエリートメン
- 原みつるとシャネル・ファイブ